# Graphidochirus granulosus
Graphidochirus granulosus är en mångfotingart som beskrevs av Carl Graf Attems 1937. Graphidochirus granulosus ingår i släktet Graphidochirus och familjen Chelodesmidae. Inga underarter finns listade i Catalogue of Life.